# ميلود عطوات
ميلود عطوات (توفي في 25 فبراير 2005)، سائق رالي جزائري عمل لدى الشركة الوطنية للعربات الصناعية، رفقة مساعده بوكريف والميكانيكي كولا دخلوا في المرتبة الأولى في الطبعة الثانية من رالي داكار.

## سبب إختياره
طلبت الشركة من مجموعة من السائقين إيصال شاحنات إلى ولاية تامنراست من ولاية ورقلة، دون أن يخبروهم بسبب المهمة، ولما أوصلوا الشاحنات أدخلوها إلى المرأب وتم فحص الشاحنات لمعرفة من هو السائق الخبير الذي استطاع إيصال الشاحنة في أحسن حال. دخلت الشركة الوطنية للعربات الصناعية أول تجربة لها في داكار بثلاث شاحنات نوع M210 6x6، احتلت الشركة الوطنية للعربات الصناعية المرتبة الأولى والثالثة والرابعة لولا توقف لمساعدة أحد المتسابقين الفرنسين لكانت شاحنات سوناكوم دخلت بالمراتب الأولى والثانية والثالثة (التوقف كان إنسانيًا) لأن المتسابق الفرنسي لم يكن وحده بل مع زوجته ولذلك تم مساعدته.